# Hemaris thetis
Hemaris thetis är en fjärilsart som beskrevs av Jean Baptiste Boisduval 1855. Hemaris thetis ingår i släktet Hemaris och familjen svärmare. Inga underarter finns listade i Catalogue of Life eller i The Global Lepidoptera Names Index (LepIndex), Natural History Museum.